# Lachnellula fuscosanguinea
Lachnellula fuscosanguinea är en svampart som först beskrevs av Rehm, och fick sitt nu gällande namn av Dennis 1962. Lachnellula fuscosanguinea ingår i släktet Lachnellula och familjen Hyaloscyphaceae.  Arten är reproducerande i Sverige. Inga underarter finns listade i Catalogue of Life.